# The Last Ride (film 2004)
The Last Ride è un film americano diretto da Guy Norman Bee con Dennis Hopper, Will Patton, Nadine Velazquez e Fred Ward. Il copione del film fu scritto da Rob Cohen, ben noto per aver diretto un altro famoso film d'azione, The Fast and the Furious.
Il film venne distribuito il 2 giugno, 2004 negli Stati Uniti e venne primariamente usato da General Motors per commercializzare sul mercato la nuova Pontiac GTO. Tra la fine del 2004 e l'inizio del 2005, è stato anche commercializzato in parecchi paesi fuori dagli Stati Uniti come straight-to-DVD movie.

## Trama
Nel 1970, il rapinatore Ronnie Purnell viene arrestato dopo una rapina e incarcerato per più di 30 anni. Da quando la moglie di Purnell è stata uccisa, durante l'inseguimento della polizia, l'Agente Speciale dell'FBI Darryl Kurtz si prende cura del figlio Aaron. Quando Ronnie viene scarcerato decide di vendicarsi di Darryl. Aaron nel frattempo è diventato un poliziotto e non vuole più saperne di suo padre, ma suo figlio Matthew è affascinato dal passato di suo nonno e decide di aiutarlo a trovare la sua vecchia auto, una Pontiac GTO Judge del 1969, dove il nonno ha nascosto la "chiave" della sua salvezza e molte prove contro Darryl.